# Пісочанка
Пісочанка (біл. Пясочанка, Песочанка) — річка в Лоєвському районі Гомельської області Білорусі, права притока річки Дніпро.
Довжина 36 (40) км. Площа водозбору 340 км². Середній нахил водної поверхні 0,7 м/км. Починається в 1,5 км на захід від села Михалівка, впадає в старичне озеро Лутовське на заплаві Дніпра за 1 км на південний схід від села Нова Лутова (протікає через озеро). Водозбір у межах Придніпровської низовини. Русло каналізоване. Ширина русла 3-5 м у верхній течії, 10-18 м у нижній.